# Epepeotes meleagris
Epepeotes meleagris là một loài bọ cánh cứng trong họ Cerambycidae.